# Tejado a cuatro aguas

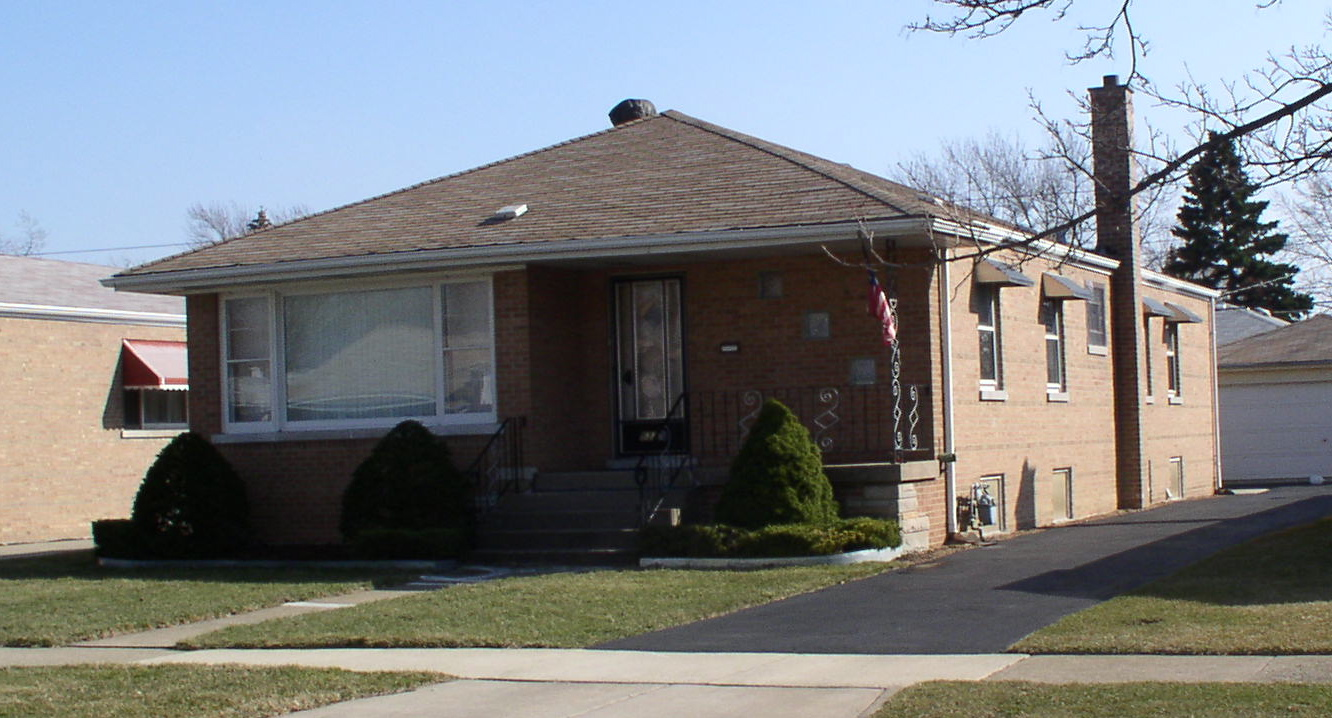
Bungaló en Chicago con un tejado a cuatro aguas

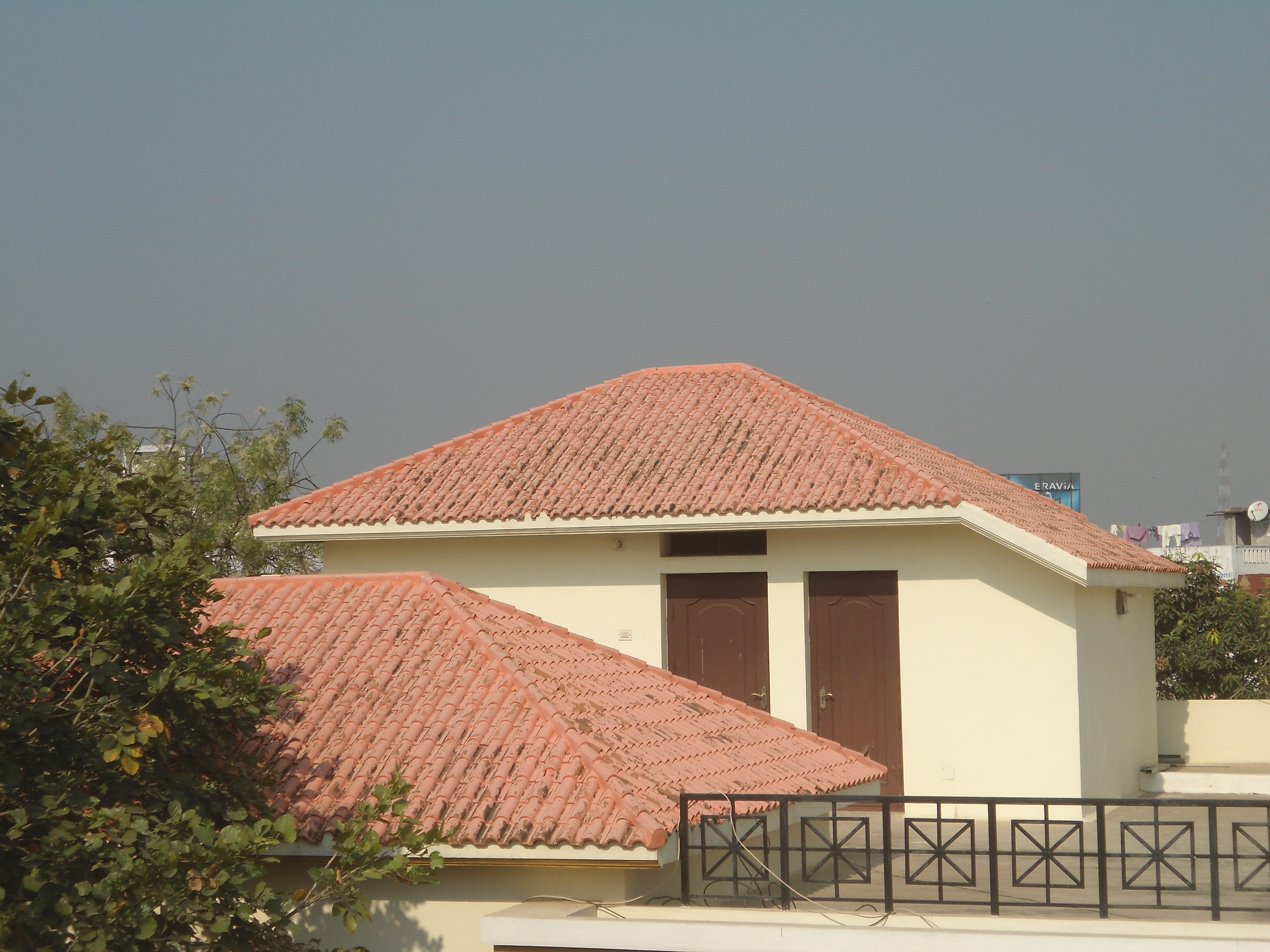
Casa con un tejado a cuatro aguas en ciudad Khammam, India

Un tejado a cuatro aguas o techo a cuatro aguas, es un tipo de cubierta que dispone de una vertiente por cada pared de fachada, generalmente con una pendiente bastante suave. Por lo tanto, carece de hastiales, es decir, de sectores triangulares de las paredes que separan vertientes del techo, propios de los tejados a dos aguas.

## Algunas características
- Un techo de cuatro aguas cuadrado tiene la forma de una pirámide.
- Una cubierta en pabellón es un tejado a cuatro aguas con pendientes pronunciadas que se elevan hasta formar un pico.
- La cubierta a cuatro aguas de una casa de planta rectangular está formado por dos vertientes triangulares y dos trapezoidales.
- Las vertientes de la cubierta casi siempre disponen del mismo grado de inclinación, lo que las hace simétricas con respecto a las líneas centrales.
- Las cubiertas a cuatro aguas a menudo se construyen apoyadas sobre una base horizontal que recorre el perímetro de la edificación (denominada fascia),[2] lo que significa que se puede colocar una canaleta continua alrededor del tejado.
- En ocasiones incluyen ventanas abuhardilladas.
- Proporcionan un aspecto compacto y sólido a un edificio.

## Construcción

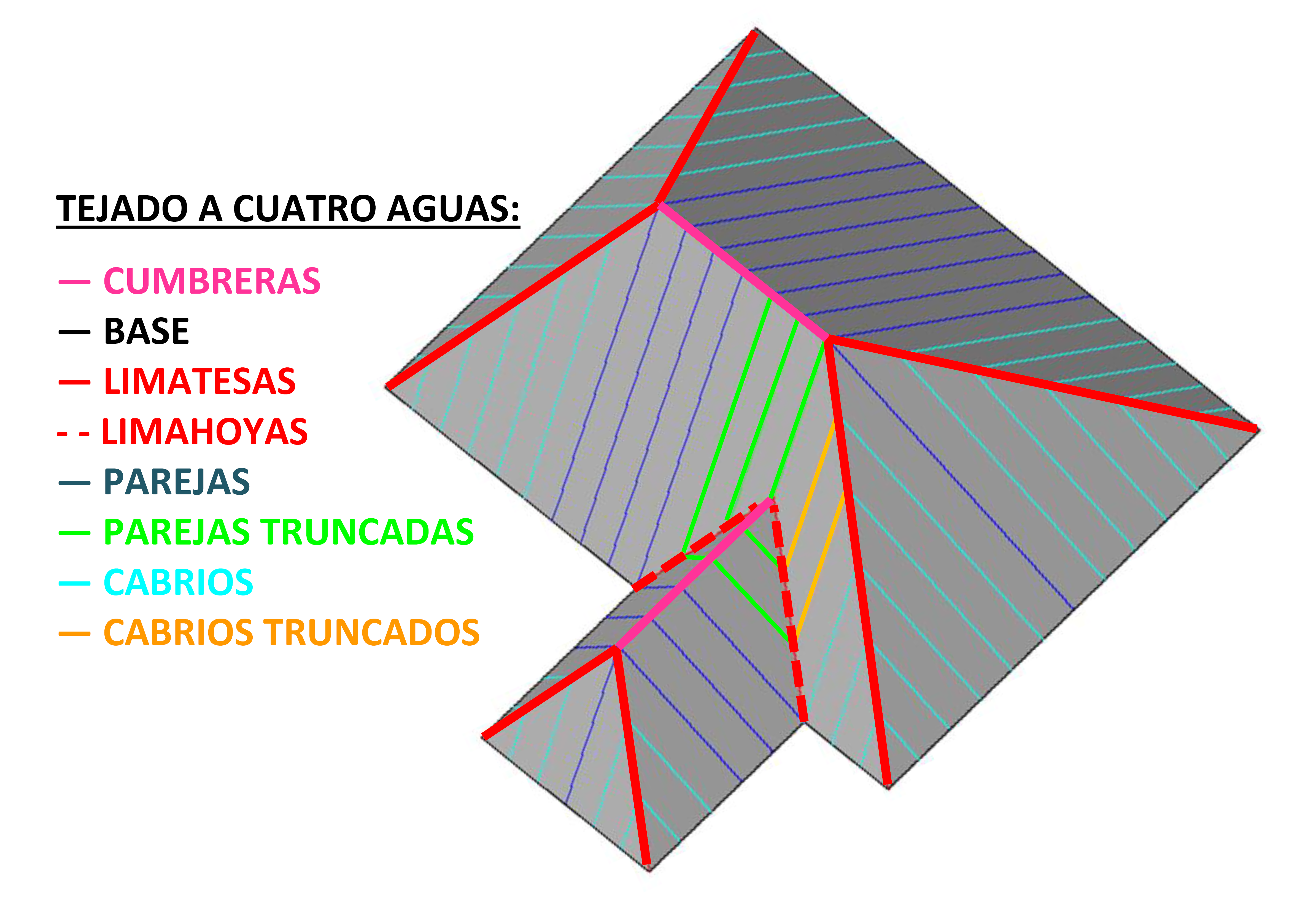
Elementos constitutivos de un tejado a cuatro aguas

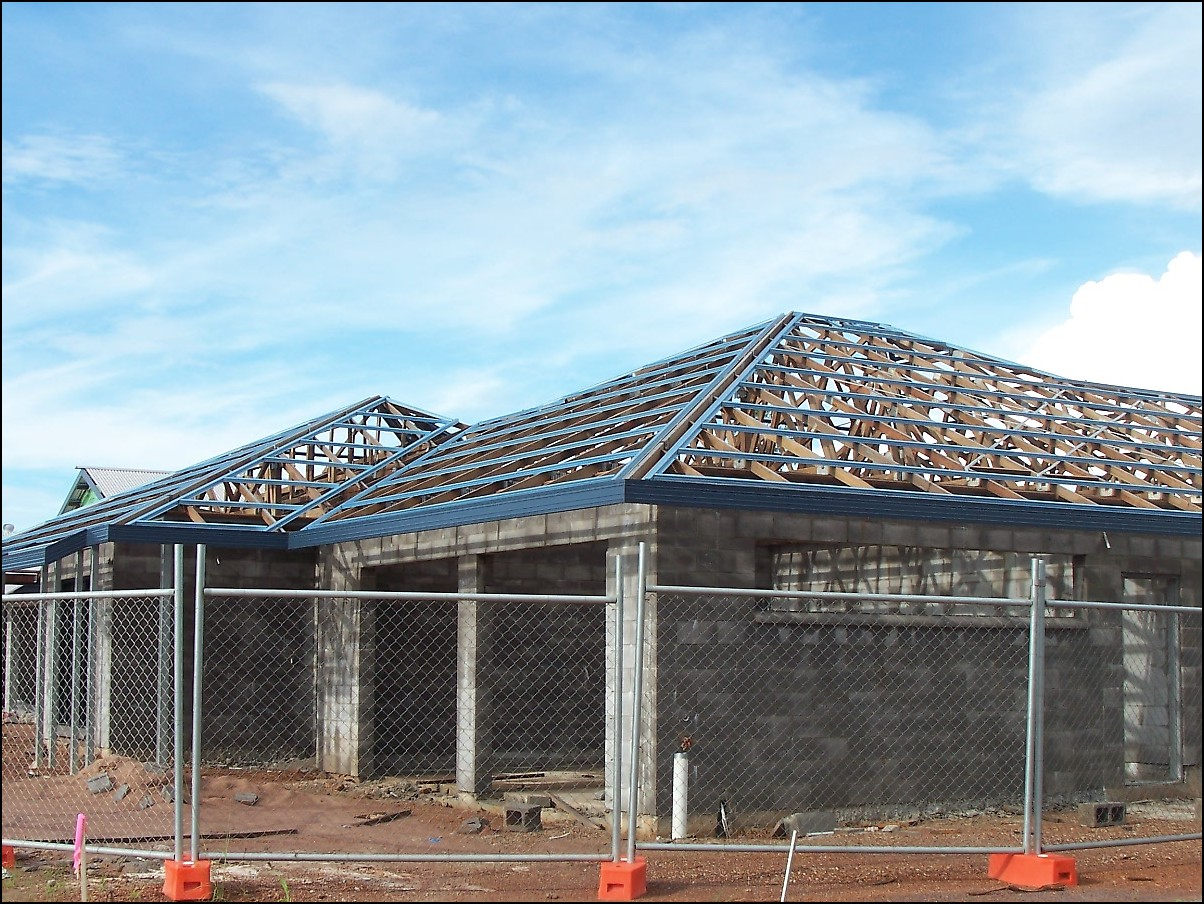
Construcción de un techo a cuatro aguas en el norte de Australia, que muestra la colocación de un armazón formado por varias vigas. Las piezas azules son listones o correas del techo de metal laminado

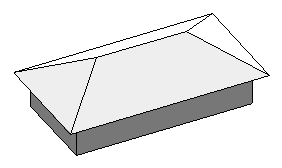
Tejado a cuatro aguas común de planta rectangular con pendientes que se elevan hasta una cumbrera

Techo a cuatro aguas tipo "pabellón" en planta cuadrada, con pendientes que se elevan hasta formar un pico

Los techos a cuatro aguas son más difíciles de construir que los tejados a dos aguas, y requieren emplear armazones de soporte más complejos, aunque se pueden adaptar a una amplia variedad de formas en planta. Cada cumbrera coincide con el eje de simetría más largo del rectángulo del edificio situado por debajo de ella. Están formados por la intersección de los distintos planos que se levantan desde la fascia, configurando caras con forma triangular, trapecial o el resultado de sumarlas o restarlas entre sí.
Las vigas principales de la cubierta del edificio que se elevan desde la fascia hasta la cumbrera, se denominan pares (o parejas); mientras que las vigas que conectan la fascia con las líneas de intersección de dos vertientes (líneas denominadas limahoyas cuando los dos planos forman una concavidad, y limatesas en caso contrario) reciben el nombre de cabrios. Tanto las parejas como los cabrios pueden estar truncados, en función de cómo estén dispuestos con respecto a las limatesas y las limahoyas.
La inclinación de los planos que forman las vertientes (su pendiente) puede adoptar valores muy distintos, en función del clima, de criterios estéticos, o de la necesidad de aprovechar o no el espacio situado bajo la cubierta en la última planta.

## Utilización
En la arquitectura de viviendas familiares modernas, los techos a cuatro aguas se ven comúnmente en los bungalós y en los chalets, y han sido parte integral de estilos como el American Foursquare. Sin embargo, se han utilizado en muchos estilos de arquitectura y en una amplia gama de estructuras.

## Ventajas y desventajas
Un techo a cuatro aguas se refuerza por sí mismo y requiere menos arriostramiento que un tejado a dos aguas. Por lo tanto, son mucho más resistentes a los daños causados por el viento que los techos a dos aguas. Carecen de elementos verticales extremos que se opongan al viento, lo que los hace más estables que los techos a dos aguas. Sin embargo, para zonas donde se produzcan huracanes, es conveniente que el tejado tenga una pendiente pronunciada, de al menos 35 grados con respecto a la horizontal. Esto se debe a que cuando el viento fluye sobre un tejado a cuatro aguas poco inclinado, puede comportarse como el ala de un avión. Cuanto más plano sea el techo, más probable es que esto suceda. Un techo a cuatro aguas inclinado más empinado tiende a hacer que el viento se detenga a medida que pasa por encima, evitando este efecto. Si las pendientes del techo están a menos de 35 grados de la horizontal, el techo estará sujeto a levantamiento. Con más de 35 grados, el techo tiende a quedar sujeto al edificio por el efecto de la presión del viento.
Las desventajas de los tejados a cuatro aguas con respecto a los techos a dos aguas, son: dejan menos espacio interior; el acceso es más difícil para el mantenimiento; son más difíciles de ventilar; y no disponen de hastiales para colocar ventanas convencionales con el fin de permitir el paso de la luz natural.

## Variantes

### Techo abuhardillado

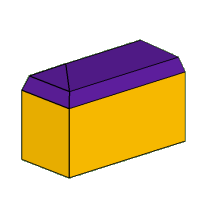
Tejado amansardado

Un techo amansardado es una variante de un techo a cuatro aguas, con dos ángulos de techo diferentes, el inferior mucho más empinado que el superior.

### Tejado de gabletes o a dos aguas holandés

Tejado de gabletes

Otra variación es el tejado de gabletes o a dos aguas de estilo holandés, que posee un pequeño hastial en la parte superior. Este tipo simplifica la construcción del tejado, facilitando la colocación de ventanas convencionales. El tejado de gabletes de Asia oriental es otro diseño similar a un tejado a dos aguas.

### Tejado a dos aguas

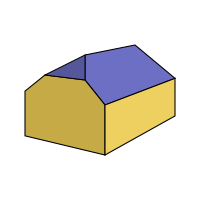
Techado a cuatro aguas parcial

Un techo a cuatro aguas parcial o a dos aguas truncado, posee un hastial, pero el punto superior del hastial se reemplaza por un pequeño alero, que trunca la parte superior. Tanto el techo a dos aguas como el techo a dos aguas truncado son intermedios entre los tipos a dos aguas y el tipo a cuatro aguas: el techo a dos aguas tiene un hastial sobre una vertiente, mientras que el truncado tiene una vertiente sobre un hastial.
Los techos a media vertiente son muy comunes en Inglaterra, Dinamarca, Alemania y especialmente en Austria y Eslovenia. También son típicos de las casas tradicionales de madera en el área de Weald, en el sureste de Inglaterra.

### Techo de pabellón
Es una cubierta a cuatro aguas con pendientes iguales sobre una planta cuadrada o un polígono regular, de forma piramidal o casi piramidal. Son habituales coronando gazebos (templetes) y otros tipos de pabellones. Las variantes de las torres o campanarios se conocen como tejados piramidales.

### Casco renano o tejado de casco
Un techo puntiagudo visto en una aguja o una torre, orientado de modo que tenga cuatro extremos a dos aguas. Véase la Catedral de Espira y la Catedral de San Jorge (Limburgo) en Alemania, o la Iglesia de Santa María la Santísima Virgen (Sompting) en Inglaterra.

### Techo de carpa
Un techo de carpa es un tipo de techo a cuatro aguas poligonal con pendientes pronunciadas que se elevan hasta un pico o intersección.